# Chirurgie génitale reconstructive
La chirurgie génitale reconstructive se réfère à l'intervention chirurgicale pratiquée sur les organes génitaux des nourrissons, des enfants ou des adultes
- afin de « réparer » les effets de mutilations de toutes sortes — fistules obstétricales, mutilations génitales féminines, viols — dans l'objectif de recouvrer la fonctionnalité des organes atteints, de limiter les dyspareunies associées et de réintégrer les victimes dans leur environnement social[1],[2],[3],
- dans le but de faire correspondre les organes sexuels à une norme définie par le corps médical selon des critères qui peuvent être fonctionnels, esthétiques ou de conformité à une norme de binarité sexuelle[4],
- ou dans le but de transformer les organes génitaux externes associés à un sexe, en organes génitaux associés à un autre sexe, dans le cadre d'une transition de genre.

Les chirurgies reconstructives qui ont pour but de faire correspondre les organes génitaux des personnes intersexes à une norme esthétique binaire sont souvent réalisées dans un premier temps pendant la petite enfance, avant que l'enfant soit en âge de consentir, puis sont suivies d'autres opérations ou traitements. Ces opérations ont des répercussions physiques et psychologiques lourdes. Les opérations génitales pratiquées sur des enfants intersexes pour des raisons esthétiques, sans que leur pronostic vital soit en jeu, ont été qualifiées d'acte de torture en 2016 par le comité contre la torture de ONU, qui préconise d'attendre que les enfants soient en âge de consentir librement. Dès 1993, la biologiste Anne Fausto-Sterling avait critiqué ces pratiques dans « Les Cinq Sexes », un texte qui remet en question la catégorisation en deux sexes couramment admise et qui a connu un retentissement international.
La chirurgie reconstructive, réalisée à la demande des personnes transgenres pour transformer des organes génitaux externes associés à un sexe, en organes génitaux associés à l'autre sexe, est également appelée chirurgie de réattribution sexuelle, bien que beaucoup ont fait valoir que l'expression « reconstruction génitale » était plus explicite que « réattribution sexuelle », parce que les autres caractéristiques liées au sexe correspondent déjà souvent au genre, avant les procédures génitales. Les opérations de chirurgie génitale reconstructive effectuée à la demande de personnes transgenres, comme traitement de la dysphorie de genre, ont généralement des retombées positives sur leur bien être psychologique. 
La chirurgie reconstructive demandées par des personnes circoncises, ou par des personnes ayant subi une excision, afin de transformer leurs organes génitaux blessés ou endommagés, peut également être effectuée. Ces procédures chirurgicales comprennent la reconstruction du clitoris, des petites lèvres, du pénis et la restauration du prépuce.